# 黄玉章
黄玉章（1928年6月11日—2018年1月20日），江苏如东人，中国人民解放军中将，中国人民解放军国防大学副校长。

## 生平
1941年到1944年，在苏中抗日根据地中学学习，加入青年先锋队，并曾以学生身份兼任如皋中学（今如东中学）粮秣会计、四分区联中青年先锋队队委总务股长。1944年8月参加工作并加入中国共产党，1945年8月参加新四军。1945年到1946年，先后在苏中四分区专校二队、苏中四分区政治部政治队学习，后来出任苏中四分区特务一团政治处工作组员、见习通讯干事。1946年到1947年，任华中一师一旅一团特务连党支部书记、组织股统计干事。1947年到1948年，任华东野战军四纵十师二十八团一营机枪连副指导员。在战争年代，先后参加了扬泰线战斗、灵甸港战斗、苏中七战七捷、涟水战役、鲁南战役、莱芜战役、泰安战役、孟良崮战役、胶河战役、诸城战役、豫东战役、济南战役、淮海战役、渡江战役、上海战役、舟山战役等战役战斗，立三等功5次。
1949年到1951年，历任中国人民解放军陆军二十三军六十七师一九九团一营机枪连指导员、一连指导员、团政治处组织干事、七连指导员、三营副教导员、教导员。1951年到1959年，为中国人民解放军军事学院基本系学员、外军研究专业副博士研究生。1960年到1969年，任中国人民解放军军事学院外军教研究室教员，外军研究处研究员。1970年到1977年，任中国人民解放军军政大学四大队副大队长兼教员、军事系外军教研室主任。还曾任中国援坦桑尼亚副首席军事专家。1978年到1985年，任中国人民解放军军事学院外军教研室副主任，副军职教员、训练部副部长。1985年到1993年，任中国人民解放军国防大学科研部部长、副校长。1998年3月，第九届全国人大第一次会议上，他当选为全国人民代表大会常务委员会委员。晚年黄玉章曾任中国第二次世界大战史研究会会长、中国毛泽东军事思想学会会长等职。
黄玉章是第七、八、九届全国人大代表，第八、九届全国人大常委会委员、全国人大内务司法委员会委员。1955年被授予少校军衔，1988年被授予中将军衔。曾获解放奖章、独立功勋荣誉章。黄玉章曾获中国人民解放军军事学院一、二等奖、模范工作者称号，多次获学术成果奖，编写过军事教材、发表过学术论文。
2018年1月20日，黄玉章在北京病逝，享年90岁。

## 著作
- 《淮海战役的运筹与谋划》
- 《第二次世界大战》（合著）[1]
- 《中国抗日战争正面战场作战记》（合著）